# Командний чемпіонат світу зі спортивної ходьби 2022
Командний чемпіонат світу зі спортивної ходьби 2022 був проведений у 4-5 березня у Маскаті на шосейній трасі, прокладеній навколо Національного конференц-виставкового центру.
Рішення про надання Маскату права проводити чемпіонат було анонсовано у листопаді 2021.
На чемпіонаті атлети змагалися у двох вікових категоріях — дорослій та юніорській (у віці до 20 років) — на трьох дистанціях 20 та 35 км (серед дорослих) та 10 км (серед юніорів). При цьому, 35-кілометрова дистанція (яка прийшла на заміну 50-кілометровій) дебютувала у програмі змагань. У розрізі кожної дисципліни медалі розігрувались в особистій та командній першостях серед чоловіків та жінок.
За регламентом змагань, кожна країна мала право виставити до п'яти спортсменів в кожному з дорослих зах́одів та до трьох — в юніорських дисциплінах. Найкращі країни в командному заліку визначалися за сумою місць трьох найкращих спортсменів серед дорослих та двох найкращих серед юніорів.

## Призери

### Чоловіки
| Першість | Золото                                                               | Золото     | Срібло                                                         | Срібло     | Бронза                                                                           | Бронза     |
| -------- | -------------------------------------------------------------------- | ---------- | -------------------------------------------------------------- | ---------- | -------------------------------------------------------------------------------- | ---------- |
| Особиста | Яманісі Тосікадзу Японія                                             | 1:22.52 SB | Ікеда Кокі Японія                                              | 1:23.29 SB | Семюел Гатімба Кенія                                                             | 1:23.52 SB |
| Командна | Еквадор Браян Пінтадо (4) Хорді Хіменес Арробо (9) Давід Уртадо (12) | 25 очок    | Японія Яманісі Тосікадзу (1) Ікеда Кокі (2) Сува Мотофумі (23) | 26         | КНР Лі Яньдун (14) Ню Веньчао (15) Сюй Гао (16) Ван Чжаочжао (28) Цуй Ліхун (30) | 45         |

| Першість | Золото | Золото     | Срібло                                                                          | Срібло  | Бронза | Бронза  |
| -------- | --- | ---------- | ------------------------------------------------------------------------------- | ------- | --- | ------- |
| Особиста | Персеус Карлстрем Швеція                                                                                  | 2:36.14 CR | Альваро Мартін Іспанія                                                          | 2:36.54 | Мігель Анхель Лопес Іспанія                                                                                   | 2:37.27 |
| Командна | Іспанія Альваро Мартін (2) Мігель Анхель Лопес (3) Марк Тур (11) Мануель Бермудес (20) Альваро Лопес (37) | 16 очок    | КНР Лу Нін (5) Чжасі Янбень (9) Чженьхао Ван (15) Хе Сянхун (22) Гао Інчао (36) | 29      | Німеччина Карл Юнгханнс (6) Крістофер Лінке (19) Натанієль Зайлер (23) Карл Доманн (25) Йонатан Гільберт (34) | 48      |

| Першість | Золото                          | Золото   | Срібло                                                                      | Срібло | Бронза                                                                        | Бронза   |
| -------- | ------------------------------- | -------- | --------------------------------------------------------------------------- | ------ | ----------------------------------------------------------------------------- | -------- |
| Особиста | Ван Хунжень КНР                 | 44.06 SB | Дієго Джампаоло Італія                                                      | 44.14  | Цзен Юй КНР                                                                   | 44.14 SB |
| Командна | КНР Ван Хунжень (1) Цзен Юй (3) | 4 очки   | Італія Дієго Джампаоло (2) Нікола Ломушіо (8) П'єтро Піо Нотарістефано (12) | 10     | Іспанія Пабло Пастор (6) Оскар Мартінес Родрігес (7) Пабло Родрігес Рохас (9) | 13       |

### Жінки
| Першість | Золото                                                   | Золото  | Срібло | Срібло  | Бронза                                                    | Бронза  |
| -------- | -------------------------------------------------------- | ------- | --- | ------- | --------------------------------------------------------- | ------- |
| Особиста | Ма Чженься КНР                                           | 1:30.22 | Ян Цзяюй КНР | 1:31.54 | Кімберлі Гарсія Леон Перу                                 | 1:32.27 |
| Командна | КНР Ма Чженься (1) Ян Цзяюй (2) Ян Люцзин (7) Ма Лі (10) | 10 очок | Греція Антігоні Нтрісмпіоті (6) Кіріакі Фільтісаку (11) Крістіна Пападопулу (13) Ольга Фіаска (25) Єфстатія Куркуцакі (34) | 30      | Індія Равіна (14) Бхавна Джат (21) Муніта Праджапаті (26) | 61      |

| Першість | Золото                                                                                                | Золото     | Срібло                                                                                        | Срібло     | Бронза                                                                  | Бронза     |
| -------- | --- | ---------- | --------------------------------------------------------------------------------------------- | ---------- | ----------------------------------------------------------------------- | ---------- |
| Особиста | Гленда Морехон Еквадор                                                                                | 2:48.33 CR | Лі Маоцо КНР                                                                                  | 2:50.26 NR | Катажина Здзебло Польща                                                 | 2:51.48 SB |
| Командна | Еквадор Гленда Морехон (1) Паола Перес (5) Магалі Бонілья (6) Карла Харамільйо (7) Хоана Ордоньєс (9) | 12 очок    | Іспанія Лаура Гарсія-Каро (4) Ракель Гонсалес (11) Марія Хуарес (13) Крістіна Монтесінос (15) | 28         | КНР Лі Маоцо (2) Ма Фаїн (10) Бай Сюеїн (17) У Цюаньмін (21) На Го (28) | 29         |

| Першість | Золото                                                | Золото   | Срібло                                                          | Срібло   | Бронза                                                                       | Бронза   |
| -------- | ----------------------------------------------------- | -------- | --------------------------------------------------------------- | -------- | ---------------------------------------------------------------------------- | -------- |
| Особиста | Цзян Юньянь КНР                                       | 47.48 SB | Цзян Цзиньянь КНР                                               | 48.03 SB | Гета Вейккола Фінляндія                                                      | 48.11 SB |
| Командна | КНР Цзян Юньянь (1) Цзян Цзиньянь (2) Ганла Мейдо (6) | 3 очки   | Австралія Олівія Сендері (5) Аллана Пітчер (7) Аланна Перт (13) | 12       | Іспанія Єва Ріко Фурас (8) Лусія Редондо (12) Грізельда Серрет Менендес (17) | 20       |

## Медальний залік
| Місце               | Країна              | Золото | Срібло | Бронза | Загалом |
| ------------------- | ------------------- | ------ | ------ | ------ | ------- |
| 1                   | КНР                 | 6      | 4      | 3      | 13      |
| 2                   | Еквадор             | 3      | 0      | 0      | 3       |
| 3                   | Іспанія             | 1      | 2      | 3      | 6       |
| 4                   | Японія              | 1      | 2      | 0      | 3       |
| 5                   | Швеція              | 1      | 0      | 0      | 1       |
| 6                   | Італія              | 0      | 2      | 0      | 2       |
| 7                   | Австралія           | 0      | 1      | 0      | 1       |
| 7                   | Греція              | 0      | 1      | 0      | 1       |
| 9                   | Індія               | 0      | 0      | 1      | 1       |
| 9                   | Кенія               | 0      | 0      | 1      | 1       |
| 9                   | Німеччина           | 0      | 0      | 1      | 1       |
| 9                   | Перу                | 0      | 0      | 1      | 1       |
| 9                   | Польща              | 0      | 0      | 1      | 1       |
| 9                   | Фінляндія           | 0      | 0      | 1      | 1       |
| Загалом (14 збірні) | Загалом (14 збірні) | 12     | 12     | 12     | 36      |

## Виступ українців
Склад збірної України (26 спортсменів) для участі в чемпіонаті був затверджений виконавчим комітетом Легкої атлетики України.
Проте, через початок війни з Росією, участь у змаганнях змогла взяти лише волинянка Валерія Шоломіцька. У юніорському заході на 10 кілометрів вона посіла високе 4-те місце з часом 48.53, на «відстані» 42 секунд від п'єдесталу.

## Онлайн-трансляція
Світова легка атлетика здійснювала онлайн-трансляцію змагань на власному YouTube-каналі [Архівовано 18 Березня 2022 у Wayback Machine.].
- День 1 (ранкова програма) на YouTube
- День 1 (вечірня програма) на YouTube
- День 2 (ранкова програма) на YouTube
- День 2 (вечірня програма) на YouTube